# 尹汝訓
尹 汝訓（ユン・ヨフン、朝鮮語: 윤여훈、1937年4月15日 - 2024年4月17日）は、大韓民国の女性政治家。第9・10代韓国国会議員。本貫は坡平尹氏。
元国務総理特別補佐官の尹汝雋は弟。

## 経歴
日本統治時代の忠清南道論山出身。高麗大学校政治外交学科卒。大邱大併設女子初級大専任講師、明知大・成均館大講師を歴任。1970年時点で大韓赤十字社渉外部幹事、1976年時点では同団体の渉外部長を務めている。そのほか自由総連盟副総裁、KBS理事、大統領統一顧問などを務めた。
1972年の第1回南北赤十字会談に参加した。
2024年4月17日に死去。87歳没。